# Ritchie Fliegler
Ritchie Fliegler je americký kytarista, který spolupracoval s mnoha hudebníky (John Cale, Peter Baumann, John Waite), a je rovněž autorem dvou knih zaměřených na kytarové zesilovače.

## Kariéra
Narodil se a vyrůstal v New Yorku. Koncem sedmdesátých let byl členem doprovodné skupiny velšského hudebníka Johna Calea. V roce 1977 hrál na jeho EP nazvaném Animal Justice. Z jejich společných koncertů vzešel záznam Even Cowgirls Get the Blues, který však vyšel až koncem osmdesátých let. V roce 1978 hrál na albu Urban Desire zpěvačky, která vystupovala pod jménem Genya Ravan. O tři roky později přispěl na desku Dreamtime hudebníka Toma Verlaina. Roku 1980 hrál na desce Going Up zpěváka Joeyho Wilsona. Dále spolupracoval například s německým elektronickým hudebníkem Peterem Baumannem (alba Repeat Repeat a Strangers in the Night), stejně jako s americkým bluesovým kytaristou Johnnym Copelandem (Make My Home Where I Hang My Hat). Roku 1985 hrál na desce Mask of Smiles zpěváka Johna Waita a o dva roky později na Bambo hudebníka Davida Rotera. Vystupoval také s Lou Reedem. V roce 1993 vydal knihu Amps!: The Other Half of Rock 'n' Roll, v níž se zabývá kytarovými zesilovači (jejich historií, funkčností a výrobci). Jeho další knihou je The Complete Guide to Guitar and Amp Maintenance: A Practical Manual for Every Guitar Player.

## Dílo
- FLIEGLER, Ritchie. Amps!: The Other Half of Rock 'n' Roll. [s.l.]: Hal Leonard Corporation, 1993. 120 s. Dostupné online. ISBN 978-0793-5241-12. (anglicky)
- FLIEGLER, Ritchie. The Complete Guide to Guitar and Amp Maintenance: A Practical Manual for Every Guitar Player. [s.l.]: Hal Leonard Corporation, 1994. 80 s. ISBN 0-7935-3490-9. (anglicky)